# Swanscombe and Greenhithe
Swanscombe and Greenhithe est une paroisse civile du Kent, en Angleterre.